# ダイヤモンド・イン・パラダイス
『ダイヤモンド・イン・パラダイス』（原題: After the Sunset）は、2004年に公開されたアメリカ映画。5代目ジェームズ・ボンドのピアース・ブロスナンが007シリーズ以後に出た最初の映画。

## ストーリー
FBI捜査官スタン（ウディ・ハレルソン）を翻弄してナポレオンが所有していたという3つのナポレオン・ダイヤモンドのうち2つを盗んだのを最後に泥棒を引退したマックス（ピアース・ブロスナン）とローラ（サルマ・ハエック）は、バハマのパラダイス・アイランドで平穏な暮らしを満喫していた。彼らを追うスタンは引退されると困るので、地元の女刑事ソフィー（ナオミ・ハリス）も仲間に巻き込み、島に停泊する豪華客船に3つめのダイヤが展示されている事をマックスに知らせる。パラダイス・アイランドを牛耳るギャングのボス、ムーア（ドン・チードル）もダイヤに興味を抱き、マックスにダイヤを盗むように要求する。足を洗うよう願うローラはもし盗んだなら永遠の別れを告げるとマックスに警告する。マックスは結局、ムーアをも騙して、ダイヤを盗む。ローラは別れを告げるが、マックスが彼女を追いかけてプロポーズし、2人のヨリは戻る。スタンは巧妙な罠を仕かけていて、ダイヤを横取りする…。

## 登場人物
マックス・バデット
演 - ピアース・ブロスナン
泥棒。泥棒の仕事に生きがいを感じている。
ローラ・シリロ
演 - サルマ・ハエック
マックスの相棒で恋人でもある。マックスと幸せになることを考えている。
スタン・ロイド
演 - ウディ・ハレルソン
FBIの捜査官。長年、マックスを追いかけている。
ヘンリー・ムーア
演 - ドン・チードル
ギャングのボス。旧名はアンリ・モレー。
ソフィー
演 - ナオミ・ハリス
女刑事。正義感が強い。
ローディ・ファン
演 - クリス・ペン
ロサンゼルス・レイダースのファン。
スタッフォード
演 - ミケルティ・ウィリアムソン
捜査官。
コワルスキー
演 - レックス・リン
捜査官。

## キャスト
| 役名                     | 俳優                       | 日本語吹き替え                             | 日本語吹き替え |
| 役名                     | 俳優                       | ソフト版                                   | テレビ東京版 |
| ------------------------ | -------------------------- | ------------------------------------------ | --- |
| マックス・バデット       | ピアース・ブロスナン       | 横島亘                                     | 田中秀幸 |
| ローラ・シリロ           | サルマ・ハエック           | 安藤麻吹                                   | 五十嵐麗 |
| スタン・ロイド           | ウディ・ハレルソン         | 安原義人                                   | 江原正士 |
| ヘンリー・ムーア         | ドン・チードル             | 落合弘治                                   | 山路和弘 |
| ソフィー                 | ナオミ・ハリス             | 花村さやか                                 | 浅野まゆみ |
| ローディ・ファン         | クリス・ペン               | 櫻井章喜                                   | かぬか光明 |
| ルーク                   | トロイ・ギャリティ         | 丸山壮史                                   | 勝杏里 |
| ザカリアス（ベセル警部） | オッバ・ババタンデ         | 浦山迅                                     | 佐々木梅治 |
| スタッフォード捜査官     | ミケルティ・ウィリアムソン | 中村浩太郎                                 | 廣田行生 |
| コワルスキー捜査官       | レックス・リン             |                                            | 中博史 |
| その他                   | N/A                        | ふくまつ進紗 園部好德 重松朋 泉裕子 原田晃 | 乃村健次 後藤哲夫 斉藤次郎 斧アツシ よのひかり 東條加那子 山下亜矢香 樫井笙人 上田燿司 田中英樹 平松孝朗 高橋研二 |
|                          |                            |                                            | |
| 演出                     |                            | 岩見純一                                   | 鍛治谷功 |
| 翻訳                     |                            | 藤澤睦実                                   | 原口真由美 |
| 調整                     |                            |                                            | 金谷和美 |
| 録音                     |                            |                                            | スタジオ・ユニ |
| 制作                     |                            | ACクリエイト                               | テレビ東京 ニュージャパンフィルム                                                                                 |

- ソフト版吹き替え - DVD・BD収録
- テレビ東京版吹き替え - 初回放送2009年11月25日『水曜シアター9』

## スタッフ
- 監督 - ブレット・ラトナー
- 製作 - ボー・フリン、ジェイ・スターン、トリップ・ヴィンソン
- 製作総指揮 - ケント・オルターマン、トビー・エメリッヒ、キース・ゴールドバーグ、パトリック・J・パーマー
- 原案 - ポール・ズビゼウスキー
- 脚本 - ポール・ズビゼウスキー、クレイグ・ローゼンバーグ
- 撮影 - ダンテ・スピノッティ
- プロダクションデザイン - ジェフリー・カークランド
- 衣装デザイン - リタ・ライアック
- 編集 - マーク・ヘルフリッチ
- 音楽 - ラロ・シフリン

## その他
- テレビ東京系列で2009年11月11日に水曜シアター9で放送予定だったが、前日に死去した森繁久彌の追悼番組『おじいさんの台所』に差し替えられた。
- オープニングのバスケットの試合のシーンで、観客にエドワード・ノートン、ダイアン・キャノンがレイカーズの選手に拍手をするカメオ出演シーンがある。
- ホテルのマネージャー役でジョン・マイケル・ヒギンズが出演しているがノンクレジット扱いとなっている。